# Pajeú (tiểu vùng)
Pajeú là một tiểu vùng thuộc bang Pernambuco, Brasil. Tiều vùng này có diện tích 8778 km², dân số năm 2007 là 297292 người.